# Vince Lussa
Vince Lussa, vollständiger Name: Vincent Lussa (* 22. Februar 1924 in Budapest; † 28. Februar 2006 ebenda) war ein ungarischer Fotograf von internationaler Bedeutung.

## Leben
Lussa interessierte sich bereits 1941 – als 17-jähriger Gymnasiast – für die künstlerische Aktfotografie. Nach seiner eigenen Aussage war es ein Band mit Aktfotos von André de Dienes, der ihn für dieses Genre begeisterte. Fotos aus dieser frühen Zeit sind nicht erhalten. Er begann ein Universitätsstudium, das er jedoch bald zugunsten der Fotografie aufgab.
Im kommunistischen Ungarn der Nachkriegszeit hatte er mit erheblichen Schwierigkeiten zu kämpfen und wurde vorübergehend mit Berufsverbot belegt. Später wurde er Präsident von MAFOSZ, der Ungarischen Vereinigung von Kunstfotografen. Er vertrat sein Land auf mehreren internationalen Fotoausstellungen, darunter 1958 auf der Weltausstellung in Brüssel. Auch in Ungarn beteiligte er sich an vielen Ausstellungen, so an der Nationalen Fotoausstellung in Győr mit dem Porträt „Gyurika“.
Im April 1958 veröffentlichte die DDR-Zeitschrift Das Magazin erstmals ein Aktfoto Lussas, der in der Folge einer der beliebtesten Fotografen der Zeitschrift wurde. Ein erstes umfangreiches Porträt des Künstlers brachte im Juni 1959 die französische Zeitschrift Officiel de la photographie et du cinéma. Von 1964 bis 1983 publizierte Lussa in Großbritannien und Frankreich mehrere Bände mit Aktfotos, 1977 in Budapest einen Band mit Pflanzenstudien. Seine erste eigene Ausstellung hatte er 1978 in der Adolf-Fényes-Halle in Budapest. Heute zählt Lussa zu den bedeutendsten Fotografen Ungarns. Im September 2005 ehrte ihn die Széchényi-Nationalbibliothek mit einer umfangreichen persönlichen Ausstellung.

## Publikationen
- Beauty from Eastern Europe, London, Luxor Press, 1964.
- Beauty Unadorned. Memorable Studies of the Female Nude, London, Luxor Press, 1969 (dt. Grazien ohne Hülle, Stuttgart 1969).
- Young, Proud and Naked, London, Luxor Press, 1971.
- Arborétumok Vas megyében. Jeli, Kámon, Sárvár, Szeleste, Budapest, Natura, 1977.
- Young and Naked. Vénus intégrales, 2 Bände, La Rochelle 1983.